# Monument la mormântul comun al ostașilor căzuți în război (Baimaclia)
Monumentul la mormântul comun al ostașilor căzuți în război este un monument amplasat în Baimaclia, raionul Cantemir, Republica Moldova. Este un monument istoric de importanță națională inclus în Registrul monumentelor Republicii Moldova ocrotite de stat cu nr. 57 (raionul Cantemir). Datează din 1955.